# Sigismund Gram
Sigismund Gram (n. 29 septembrie 1933 – d. 11 iunie 2016) a fost un fotbalist român care a jucat pe postul de portar. A evoluat timp de unsprezece ani la CS Jiul Petroșani, echipă cu care este cel mai adesea asociat. Gram s-a retras în 1973, acumulând un total de 38 de meciuri în Divizia A.